# Campeonato de Venezuela de Ciclismo Contrarreloj
Los Campeonatos de Venezuela de Ciclismo Contrarreloj se organizan anualmente desde el año 2000 para determinar el campeón ciclista de Venezuela de cada año, en la modalidad. 
El título se otorga al vencedor de una única carrera, en la modalidad de contrarreloj individual. El vencedor obtiene el derecho a portar un maillot con los colores de la bandera de Venezuela hasta el campeonato del año siguiente, solamente cuando disputa pruebas contrarreloj.

## Palmarés masculino
| Año  | Vencedor           | Segundo                      | Tercero           |
| 2000 | José Isidro Chacón | Álex Méndez                  | Aldrin Salamanca  |
| 2001 | Néstor Chacón      | -                            | -                 |
| 2002 | Franklin Chacón    | José Isidro Chacón           | Manuel Medina     |
| 2003 | José Isidro Chacón | Carlos José Ochoa            | Franklin Chacón   |
| 2004 | José Isidro Chacón | Tomás Martínez               | César Salazar     |
| 2005 | Wilmer Vasquez     | Tommy Auma Free Alcedo Pérez | Franklin Chacón   |
| 2006 | Tomás Gil          | Andris Hernández             | Manuel Medina     |
| 2007 | José Rujano        | Franklin Chacón              | Tomás Gil         |
| 2008 | Tomás Gil          | Víctor Moreno Sevilla        | Noel Vásquez      |
| 2009 | José Rujano        | Víctor Moreno Sevilla        | Richard Ochoa     |
| 2010 | Tomás Gil          | José Isidro Chacon           | Carlos Gálviz     |
| 2011 | José Isidro Chacon | Tomás Gil                    | Richard Ochoa     |
| 2012 | Tomás Gil          | José Isidro Chacon           | Carlos Gálviz     |
| 2013 | José Rujano        | Carlos Gálviz                | Jonathan Monsalve |
| 2014 | Carlos Gálviz      | José Rujano                  | Tomás Gil         |
| 2015 | Yonder Godoy       | José Rujano                  | Tomás Gil         |
| 2016 | Pedro Gutiérrez    | José Alarcón                 | Anderson Paredes  |
| 2017 | Pedro Gutiérrez    | José Alarcón                 | Yonathan Salinas  |
| 2018 | Pedro Gutiérrez    | Carlos Gálviz                | José Alarcón      |
| 2019 | Orluis Aular       | Carlos Gálviz                | Ángel Pulgar      |
| 2020 | Carlos Gálviz      | Jeison Rujano                | Orluis Aular      |
| 2021 | Jeison Rujano      | Emmanuel Viloria             | José Díaz         |
| 2022 | Orluis Aular       | José Alarcón                 | Ángel Rivas       |
| 2023 | Orluis Aular       | Reinaldo Arocha              | Edwin Torres      |
| 2024 | Orluis Aular       | Edwin Torres                 | Carlos Gálviz     |
| 2025 | Orluis Aular       | Francisco Joel Peñuela       | Enmanuel Viloria  |

## Palmarés femenimo
| Año  | Vencedora            | Segunda                | Tercera                |
| 1999 | Lohana Torres        | Anrosi Dayana Paruta   | Melisa Gonzalez        |
| 2002 | Anrosi Dayana Paruta | Maria Maldonado        | Ismary Orellana        |
| 2003 | Anrosi Dayana Paruta | Danielys García        | Blendys Isabel Rojas   |
| 2006 | Danielys García      | Francimar Pinto        | Angélica Quintero      |
| 2007 | Karelia Machado      | Fanny Alvarez          | Danielys García        |
| 2008 | Danielys García      | María Elena Briceño    | Francimar Pinto        |
| 2009 | Danielys García      | María Elena Briceño    | Fanny Alvarez          |
| 2010 | Danielys García      | Angie Sabrina González | María Elena Briceño    |
| 2011 | Danielys García      | Angie Sabrina González | María Elena Briceño    |
| 2012 | Danielys García      | María Elena Briceño    | Angie Sabrina González |
| 2013 | Danielys García      | Lilibeth Chacón        | Jennifer Cesar         |
| 2014 | Danielys García      | Angie Sabrina González | Wilmarys Moreno        |
| 2015 | Jennifer Cesar       | Wilmarys Moreno        | María Elena Briceño    |
| 2016 | Danielys García      | Lilibeth Chacón        | Maria Rueda            |
| 2017 | Lilibeth Chacón      | Ingrid Porras          | Jennifer Cesar         |
| 2018 | Danielys García      | Wilmarys Moreno        | María Elena Briceño    |
| 2019 | Wilmarys Moreno      | María Elena Briceño    | Katiusca García        |
| 2020 | María Andreína Daza  | Angie González         | Wilmarys Moreno        |
| 2021 | Wilmarys Moreno      | Andisabel Luque        | Katherine Clemant      |
| 2022 | Lilibeth Chacón      | Angy Luna              | Wilmarys Moreno        |
| 2023 | Lilibeth Chacón      | Angy Luna              | Lisbeth Goncalves      |
| 2024 | Angy Luna            | María Andreína Daza    | Marliany González      |
| 2025 | Lilibeth Chacón      | Angy Luna              | Andisabel Luque        |